# Miguel Elías Ávalos
Miguel Angel Elías Avalos (Ica, 16 de abril de 1958) es un político peruano. Fue congresista de la República de 2016 hasta su disolución en 2019.

## Biografía
Sus padres fueron Luis Abraham Elías Ghezzi e Hilda Graciela Ávalos Valdez. Cursó sus estudios primarios y secundarios en la ciudad de Lima. En el año 2012 inició estudios superiores de ciencias de la comunicación en la Universidad Privada San Juan Bautista.Universidad Telesup graduado en esta última .

## Carrera política
Miembro de Fuerza Popular. Tentó tres veces sin éxito la alcaldía del distrito de San Juan Bautista en la provincia de Ica en las elecciones de los años 2006, 2010 y 2014. En las elecciones generales del 2016 fue elegido para el Congreso por el periodo 2016-2021 por el Partido Fuerza Popular con la más alta votación en su departamento. Su mandato se interrumpió el 30 de septiembre de 2019 tras la disolución del congreso realizada por el presidente Martín Vizcarra.
Tentó su reelección como congresista por Ica en las elecciones parlamentarias del 2020 sin éxito.
Titular en las comisiones Agraria y Transporte, investigó el cobro de peajes, dando como resultado un informe solicitado por la MML y Fiscalía.